# Le Merlerault

Le Merlerault este o comună în departamentul Orne, Franța. În 1 ianuarie 2022 avea o populație de 754 de locuitori.